# Sterlite Industries
Sterlite Industries is a mining and metallurgical company in India, part of the Vedanta Resources conglomerate. It is the Indian leader in the non-ferrous metals segment, with the production of aluminum, copper and zinc. In 2007 the company had revenues of 3.6 billion euroseuro.

## Istorie
Inițial a fost înființată sub numele de Rainbow Investments în 1975, iar în 1976 numele companiei a fost schimbat în Sterlite Cables. Ulterior a fost redenumită Sterlite Industries în 1986. În urma unei restructurări în iulie 2000, compania a rămas doar cu o divizie de metale care cuprinde diviziile de cupru și aluminiu.
În 1994, a achiziționat Madras Aluminium Company (MALCO) pentru ₹55 crore. Sterlite și companiile sale asociate au preluat o participație de 55% din India Foils pentru ₹50 de crore. Acest lucru a îmbunătățit mixul de produse al Sterlite, de la aluminiu metalic la folie de aluminiu, cu cea mai mare cotă de piață de 65%. În 1999, compania a achiziționat Copper Mines of Tasmania.
În februarie 2011, Sterlite Industries a achiziționat mina de zinc Lisheen din Irlanda de la Taurus International S.A., pentru o valoare a acțiunilor de aproximativ 546 de milioane de dolari. În septembrie 2013, SESA Goa, Sterlite Industries și Vedanta Aluminium au fuzionat pentru a forma Sesa Sterlite Limited. Aceasta a devenit listată la bursa din New York în iunie 2007.